# Heerlen
Heerlen (phát âmⓘ) là một thành phố và đô thị ở đông nam Hà Lan. Đô thị này lớn thú nhì ở tỉnh Limburg. Heerlen tạo thành một phần của Parkstad Limburg, (tên cũ là "Oostelijke Mijnstreek" ("Khu vực khai thác mỏ miền Đông")), một khu vực có 220.000 dân.
Heerlen đã trở thành một trung tâm khai thác than đá ở Hà Lan cuối thế kỷ 19. Đầu thế kỷ 20, kiến trúc sư Frits Peutz đã có vai trò lớn trong việc quy hoạch thành phố như ngày nay. Công trình nổi bật nhất của ông là Glaspaleis (Cung Thủy Tinh) nằm ở trung tâm thành phố.